# 參旗增十
獵戶座14，又名BD+08 866，HD 33054、SAO 112440、HR 1664，是獵戶座的一颗恒星，视星等为5.34，位于銀經192.67，銀緯-18.48，其B1900.0坐标为赤經5h 2m 26.1s，赤緯+8° -18.48′ 5″。